# Lampris australensis
Lampris australensis (engl.: Southern Spotted Opah) ist eine Fischart aus der Gattung der Gotteslachse (Lampris), die in den Meeren der südlichen Erdhalbkugel vorkommt. Nachweise der Art gibt es von den Küsten Australiens, Chiles, Südafrikas und Tasmaniens. Sie wurde erst im Jahr 2018 als von Lampris guttatus unterschiedliche Art beschrieben, nachdem eine auf DNA-Vergleichen beruhende Untersuchung aus dem Jahr 2014 ergab, dass sich hinter der Bezeichnung Lampris guttatus fünf kryptische Arten verbargen.

## Merkmale
Wie alle Gotteslachse ist Lampris australensis ein großwüchsiger Fisch mit annähernd rundem, seitlich abgeflachtem Körper. Die bei der Erstbeschreibung untersuchten Typusexemplare hatten Standardlängen von 53,8, 67,3 und 86 cm, wobei die Körperlänge das 1,3 bis 1,45-fache der Körperhöhe ausmacht. Die Fische sind stahlblau gefärbt und zeigen zahlreiche annähernd runde weiße oder silbrige Flecke, oft bis zur Spitze der Rückenflosse. Die Flossen sind leuchtend rot. Der Hinterränder der unpaaren Flossen (Rücken-, After- und Schwanzflosse) sind weißlich oder gelblich. Die Schuppen sind klein, dünn und fallen leicht ab. Die Seitenlinie beginnt am oberen Kiemenschlitz, verläuft dann in einem hohen Bogen oberhalb der Brustflossenbasis und dann entlang der Körpermitte bis zur Mitte des Schwanzstiels. Das Maul ist stark vorstülpbar (protraktil). Der Oberkiefer ist kürzer als der leicht vorstehende Unterkiefer. Kiefer und Gaumen sind zahnlos. Auch Schlundzähne fehlen. Von allen Gotteslachsen hat Lampris australensis die größten Pupillen und die höchste Rückenflosse. Die Rückenlinie ist vor der Rückenflosse deutlich konkav eingebuchtet.
- Flossenformel: Dorsale I/50–52, Anale 40–42, Pectorale 22–23, Ventrale 13–15.[1]